# Campionati del mondo di atletica leggera 1995 - Decathlon
La gara del decathlon si è tenuta il 6 e 7 agosto 1995.

## Risultati
In giallo le migliori prestazioni della gara
| Pos | Atleta                    | Decathlon | Decathlon | Decathlon | Decathlon | Decathlon | Decathlon | Decathlon | Decathlon | Decathlon | Decathlon | Punti |
| Pos | Atleta                    | 1         | 2         | 3         | 4         | 5         | 6         | 7         | 8         | 9         | 10        | Punti |
| --- | ------------------------- | --------- | --------- | --------- | --------- | --------- | --------- | --------- | --------- | --------- | --------- | ----- |
| 1   | Dan O'Brien (USA)         | 10.57     | 7.55      | 14.82     | 2.13      | 47.81     | 13.78     | 46.92     | 5.20      | 62.90     | 4:52.52   | 8695  |
| 2   | Eduard Hämäläinen (BLR)   | 10.90     | 7.31      | 15.71     | 1.95      | 47.05     | 13.73     | 49.96     | 5.10      | 55.88     | 4:41.01   | 8489  |
| 3   | Mike Smith (CAN)          | 10.93     | 7.13      | 16.78     | 1.98      | 48.11     | 14.53     | 50.84     | 4.80      | 64.46     | 4:43.06   | 8419  |
| 4   | Erki Nool (EST)           | 10.71     | 7.83      | 13.55     | 1.98      | 48.22     | 15.21     | 40.40     | 5.40      | 62.70     | 4:48.35   | 8268  |
| 5   | Tomáš Dvořák (CZE)        | 11.09     | 7.48      | 15.18     | 1.98      | 49.11     | 13.95     | 43.36     | 4.60      | 62.98     | 4:31.31   | 8236  |
| 6   | Christian Plaziat (FRA)   | 10.93     | 7.27      | 14.29     | 2.04      | 48.60     | 14.12     | 42.76     | 5.00      | 55.30     | 4:32.33   | 8206  |
| 7   | Lev Lobodin (RUS)         | 10.93     | 7.20      | 15.72     | 2.04      | 48.92     | 13.98     | 45.34     | 4.60      | 55.74     | 4:36.23   | 8196  |
| 8   | Chris Huffins (USA)       | 10.34     | 7.85      | 14.46     | 1.98      | 48.10     | 14.25     | 43.80     | 4.60      | 57.38     | 5:03.48   | 8193  |
| 9   | Sébastien Levicq (FRA)    | 11.22     | 7.16      | 13.91     | 2.01      | 50.20     | 14.57     | 41.82     | 5.30      | 62.96     | 4:30.62   | 8136  |
| 10  | Andrei Nazarov (EST)      | 10.95     | 7.35      | 13.34     | 2.07      | 49.46     | 14.23     | 43.42     | 4.80      | 58.94     | 4:41.39   | 8088  |
| 11  | Indrek Kaseorg (EST)      | 11.44     | 7.13      | 14.26     | 2.01      | 48.59     | 14.32     | 42.56     | 4.50      | 60.86     | 4:16.99   | 8042  |
| 12  | Alex Kruger (GBR)         | 11.19     | 7.14      | 14.43     | 2.10      | 50.08     | 14.82     | 42.98     | 4.80      | 57.30     | 4:33.28   | 7993  |
| 13  | Simon Poelman (NZL)       | 11.04     | 7.13      | 15.59     | 1.95      | 50,66     | 14.44     | 44.24     | 4.80      | 56.28     | 4:36.34   | 7969  |
| 14  | Robert Změlík (CZE)       | 11.01     | 7.22      | 14.35     | 1.95      | 50.90     | 14.15     | 41.00     | 5.00      | 59.06     | 4:39.64   | 7963  |
| 15  | Jan Poděbradský (CZE)     | 10.75     | 6.99      | 13.53     | 1.83      | 46.90     | 14.21     | 40.98     | 4.70      | 50.96     | 4:12.52   | 7961  |
| 16  | Henrik Dagård (SWE)       | 10.66     | 7.25      | 15.02     | 1.80      | 47.53     | 14.02     | 43.24     | 4.50      | 57.06     | 4:56.59   | 7899  |
| 17  | Mirko Spada (SUI)         | 11.37     | 6.69      | 15.66     | 1.86      | 49.99     | 14.48     | 45.62     | 4.50      | 58.08     | 4:31.19   | 7744  |
| 18  | Rolf Schläfli (SUI)       | 11.15     | 6.74      | 13.91     | 1.89      | 47.86     | 15.06     | 40.28     | 4.30      | 60.42     | 4:33.82   | 7602  |
| 19  | Valeriy Belousov (RUS)    | 11.21     | 7.04      | 13.70     | 2.13      | 49.86     | 14.18     | 41.56     | —         | 62.42     | 4:33.55   | 7235  |
|     |                           |           |           |           |           |           |           |           |           |           |           |       |
| —   | Ramil Ganiyev (UZB)       | 10.94     | 7.07      | 14.52     | 2.07      | 48.45     | DSQ       | 43.60     | 5.20      | 50.00     | —         | DNF   |
| —   | Sebastian Chmara (POL)    | 11.53     | 7.30      | 14.03     | 2.07      | DSQ       | 14.68     | 40.04     | 4.80      | 49.16     | —         | DNF   |
| —   | Jón Arnar Magnússon (ISL) | 10.72     | 7.29      | 14.64     | 1.89      | DSQ       | 14.14     | 41.46     | 4.40      | —         | —         | DNF   |
| —   | Brian Brophy (USA)        | 11.30     | 7.10      | 15.07     | 2.04      | 49.90     | DNF       | 49.08     | —         | —         | —         | DNF   |
| —   | Petri Keskitalo (FIN)     | 11.05     | 7.57      | 15.04     | 1.86      | 50.68     | DSQ       | 43.44     | —         | —         | —         | DNF   |
| —   | Rojs Piziks (LAT)         | 11.55     | 6.99      | 13.63     | 1.98      | 51.35     | 15.08     | —         | —         | —         | —         | DNF   |
| —   | Michael Kohnle (GER)      | 11.24     | 7.49      | 15.35     | 1.98      | DSQ       | —         | —         | —         | —         | —         | DNF   |
| —   | Alain Blondel (FRA)       | 11.14     | NM        | 13.88     | 1.92      | —         | —         | —         | —         | —         | —         | DNF   |
| —   | Thorsten Dauth (GER)      | 11.10     | 6.72      | 15.16     | 1.86      | —         | —         | —         | —         | —         | —         | DNF   |
| —   | Antonio Peñalver (ESP)    | 11.26     | 7.18      | 15.77     | —         | —         | —         | —         | —         | —         | —         | DNF   |
| —   | Paul Meier (GER)          | 11.51     | 7.11      | 14.33     | —         | —         | —         | —         | —         | —         | —         | DNF   |